# Sienna Guillory
Sienna Tiggy Guillory (*16. března 1975, Londýn, Anglie) je anglická divadelní a filmová herečka a bývalá modelka.

## Životopis
Sienna Guillory se narodila v Anglii ve městě Kettering v Northamptonshireu. Jejími rodiči je slavný folkový kytarista Isaac Guillory a anglická modelka Tina Thompsonová, s kterou se Isaac oženil v r. 1973. Vyrůstala v Londýně, v 11 letech se ale odstěhovali do Norfolku.
Také strávila nějaký čas v Mexiku s příbuznými, aby se naučila španělsky. Má nevlastního bratra Jace, s kterým sdílí stejnou matku, její rodiče se ale v r. 1990 rozvedli a její otec si vzal Vickie McMillanovou, díky čemuž získala další dva nevlastní sourozence – Ellie a Jacoba. V r. 2000 chodila s anglickým hercem Enzem Cilentim, který je stejně starý jako ona, a o dva roky později se spolu vzali. V r. 2004 se zúčastnili Tour de France z charitativních účelů.
V únoru 2011 porodila Sienna dcery-dvojčata – Valentinu a Luciu Cilenti – pojmenované po její pratetě a babičce, které shodou okolností byly také sestry-dvojčata.

## Filmografie
| Rok  | Film                                        | Role            | Poznámka      |
| ---- | ------------------------------------------- | --------------- | ------------- |
| 1996 | The Future Lasts a Long Time                | Blue            |               |
| 1999 | Star! Star!                                 | Lu              |               |
| 1999 | The Rules of Engagement                     | Denise          |               |
| 2000 | Two Days, Nine Lives                        | Kate            |               |
| 2000 | Kiss Kiss (Bang Bang)                       | Kat             |               |
| 2000 | The 3 Kings                                 | Roxana          |               |
| 2000 | Nekonečná párty (Sorted)                    | Sunny           |               |
| 2001 | Oblivious                                   | Jessica         |               |
| 2001 | Zatracená noční dřina (Late Night Shopping) | Susie           |               |
| 2001 | Ve znamení ohně (Superstition)              | Julie           |               |
| 2002 | Stroj času                                  | Emma            |               |
| 2003 | Helena Trojská (Helen of Troy)              | Helena          |               |
| 2003 | The Principles of Lust                      | Juliette        |               |
| 2003 | Láska nebeská (Love Actually)               | Girlfriend      |               |
| 2004 | Resident Evil: Apokalypsa (Apocalypse)      | Jill Valentine  |               |
| 2005 | Silence Becomes You                         | Grace           |               |
| 2005 | Rabbit Fever                                | Newscaster      |               |
| 2005 | In the Bathroom                             | The Woman       |               |
| 2006 | Eragon                                      | Arya Dröttningu |               |
| 2007 | Victims                                     |                 |               |
| 2007 | The Heart of Earth                          |                 |               |
| 2008 | Inkoustové srdce (Inkheart)                 | Teresa (Resa)   |               |
| 2010 | Perfect Life                                | Anne            |               |
| 2010 | Resident Evil: Afterlife                    | Jill Valentine  |               |
| 2011 | Velký třesk                                 | Julie Kestral   |               |
| 2012 | Resident Evil: Odveta (Retribution)         | Jill Valentine  |               |
| 2013 | The List                                    | Alison Corwin   |               |
| 2015 | Don't Hang Up                               |                 |               |
| 2016 | Resident Evil: The Final Chapter            | Jill Valentine  | Před-produkce |
| 2016 | The Whole Banana                            | Denise          | V produkci    |